# Michael Tietz

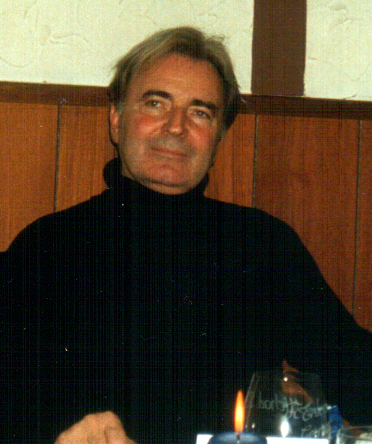
Michael Tietz (1997)

Michael Tietz (* 7. Februar 1944 in Gleiwitz, Oberschlesien als Michael Tietze) ist ein deutscher Synchronsprecher und Schauspieler.

## Leben
Michael Tietz ließ sich nach der Schulzeit bei Ellen Widmann in Zürich zum Schauspieler ausbilden. Tanzunterricht hatte er bei William Milie in München, darüber hinaus Gesangsunterricht bei Jean Stavsky und M. Wilkomson in Washington, D.C. Seine Karriere als Schauspieler begann er 1968 als Claude in der deutschen Erstaufführung des Musicals Hair. Weitere Stationen waren u. a. das Bayerische Staatsschauspiel und die Düsseldorfer Kammerspiele, wo er 1983 in Anwesenheit von Alan Ayckbourn in dessen Stücken Tischmanieren, Trautes Heim und Quer durch den Garten spielte, die dort zum ersten Mal an einem Abend gespielt wurden. Zuletzt war er auf der Bühne von 2010 bis 2013 im Musical Ich war noch niemals in New York in Stuttgart und Zürich zu sehen.
Seit 1970 ist Michael Tietz auch als Fernsehschauspieler aktiv. Unter anderem spielte er in Serien wie Die Straßen von Berlin und SK Kölsch. Ab 2005 agierte er in sieben Folgen von Hinter Gittern – Der Frauenknast, von Ende April 2009 bis Ende Juli 2009 war Michael Tietz in der ARD-Vorabendserie Verbotene Liebe in der Rolle des Wilhelm Fürst von Waldensteyck zu sehen.
Ein großer Schwerpunkt von Michael Tietz’ künstlerischem Schaffen liegt daneben in der Synchronisation. In über 100 Filmen und Serien lieh er ausländischen Schauspielern seine markante Stimme. So war Tietz sieben Staffeln lang in Star Trek: Raumschiff Voyager als talaxianischer Koch und Moraloffizier Neelix (Ethan Phillips) zu hören. Weitere Kollegen, die Tietz synchronisierte, waren u. a. Dwight Schultz, Elton John und Will Ferrell. In der 2. Staffel von Young Sheldon spricht er Prof. John Sturgiss.
Auch in einer Reihe von Hörspielen wirkte Michael Tietz mit, so in Serien wie Pater Brown, Die größten Fälle von Scotland Yard oder Mimi Rutherford ermittelt....

## Filmografie (Auswahl)
- 1970: Blaue Blüten
- 1974: Zwei im siebenten Himmel
- 1976: Jeder stirbt für sich allein
- 1977: Tod oder Freiheit
- 1978: Rheingold
- 1978: Missile X – Geheimauftrag Neutronenbombe (Allarme nucleare)
- 1979: Desperado
- 1988: Fest im Sattel
- 1995: Pilotinnen
- 1997: Insel der Furcht
- 1999: Die Straßen von Berlin – CQ 371
- 2000: Gute Zeiten, schlechte Zeiten – Folge 1.1892
- 2002: SK Kölsch – In vollem Wichs
- 2004: Der Teufel von Rudow
- 2005: Verfreundet
- 2006: Unser Charly – Aus heiterem Himmel
- 2005–2006: Hinter Gittern – Der Frauenknast (7 Folgen als Joachim Franke)
- 2009: Verbotene Liebe (38 Folgen als Wilhelm Fürst von Waldensteyck)
- 2014: Lindenstraße – Die Bombe
- 2018: Kaisersturz